# جون سينغلتون
جون سينغلتون (بالإنجليزية: John Singleton)‏ مواليد 6 يناير 1968 في لوس أنجلوس، كاليفورنيا، الولايات المتحدة، هو مخرج وكاتب سيناريو أمريكي.

## الأعمال
- بويتيك جاستيس
- شافت
- سريع جداً غاضب جداً
- أربعة إخوة
- شافت
- بويتيك جاستيس
- شافت
- 8 أميال
- بويتيك جاستيس
- شافت

## وصلات خارجية
- جون سينغلتون على موقع IMDb (الإنجليزية)
- جون سينغلتون على موقع الموسوعة البريطانية (الإنجليزية)
- جون سينغلتون على موقع مونزينجر (الألمانية)
- جون سينغلتون على موقع ألو سيني (الفرنسية)
- جون سينغلتون على موقع ميوزك برينز (الإنجليزية)
- جون سينغلتون على موقع تيرنر كلاسيك موفيز (الإنجليزية)
- جون سينغلتون على موقع أول موفي (الإنجليزية)
- جون سينغلتون على موقع بوكس أوفيس موجو (الإنجليزية)
- جون سينغلتون على موقع قاعدة بيانات الأفلام السويدية (السويدية)
- جون سينغلتون على موقع إن إن دي بي (الإنجليزية)